# جون غيتس
جون غيتس (بالإنجليزية: John Gates)‏ هو سياسي أمريكي، ولد في 31 ديسمبر 1827 في ميركر في الولايات المتحدة، وتوفي في 27 أبريل 1888. حزبياً، نشط في الحزب الجمهوري.